# Межница (приток Лиди)
Межница (в верховье — Обломна) — река в России, протекает в Бокситогорском районе Ленинградской области. Обломна вытекает из небольшого болотного озера, впадает в озеро Великое, которое соединяется с озёрами Карасинское и Межнинское. Из озера Межнинское вытекает Межница. Устье Межницы находится в 40 км по правому берегу реки Лидь. Длина реки составляет 47 км, площадь водосборного бассейна — 294 км².

## Данные водного реестра
По данным государственного водного реестра России относится к Верхневолжскому бассейновому округу, водохозяйственный участок реки — Молога от истока и до устья, речной подбассейн реки — Реки бассейна Рыбинского водохранилища. Речной бассейн реки — (Верхняя) Волга до Куйбышевского водохранилища (без бассейна Оки).
Код объекта в государственном водном реестре — 08010200112110000006948.